# Jonathan Spokeyjack
Jonathan Spokeyjack (ur. 13 listopada 1998 w Port Vila) – vanuacki piłkarz grający na pozycji skrzydłowego w klubie Ifira Black Bird oraz reprezentacji Vanuatu. 
Całą swoją karierę spędził w vanuackich klubach, takich jak: Shepherds United, Erakor Golden Star czy ABM Galaxy. W kadrze narodowej zadebiutował 18 marca 2019 w meczu z Wyspami Salomona. Pierwszą bramkę w drużynie narodowej zdobył 20 marca 2023 przeciwko Fidżi. Został powołany na Puchar Narodów Oceanii 2024, gdzie strzelił gola w półfinałowym meczu z Fidżi.